# 坑夫
『坑夫』（こうふ）は、夏目漱石の長編小説で、1908年（明治41年）の元日から、東京の『朝日新聞』に91回にわたって、大阪の『朝日新聞』に96回にわたって、掲載された。『虞美人草』についで、漱石が職業作家として書いた2作目の作品。

## あらすじ
恋愛関係のもつれから着の身着のまま東京を飛び出した、相当な地位を有つ家の子である19歳の青年。行く宛なく松林をさまよううちにポン引きの長蔵と出会う。自暴自棄になっていた青年は誘われるまま、半ば自殺するつもりで鉱山で坑夫として働くことを承諾する。道すがら奇妙な赤毛布や小僧も加わって四人は鉱山町の飯場に到着する。異様な風体の坑夫たちに絡まれたり、青年を案ずる飯場頭や坑夫の安さんの、東京に帰った方がいいという忠告に感謝しつつも、青年は改めて坑夫になる決心をして、深い坑内へと降りてゆく。そして、物語の結末は唐突に訪れる。坑道に深く降りたった翌日、診療所で健康診断を受けた若者は気管支炎と診断され、坑夫として働けないことが判明する。結局、青年は飯場頭と相談して飯場の帳簿付の仕事を5か月間やり遂げた後、東京へ帰ることになる。

## 解説
ある日突然、漱石のもとに荒井某という若者が現れて「自分の身の上にこういう材料があるが小説に書いて下さらんか。その報酬を頂いて実は信州へ行きたいのです」という話を持ちかける出来事が起きる。漱石は当初、個人の事情を小説として書きたくないという思いから、むしろ君自身が小説化した方がいいと本人に勧める。しかし、時を同じくして、1908年（明治41年）の元日から『朝日新聞』に掲載予定だった島崎藤村の『春』の執筆がはかどらず、急遽漱石がその穴を埋めることとなる。そこで漱石は若者の申し出を受け入れ、漱石作品としては異色と言える実在の人物の経験を素材としたルポルタージュ的な作品が生まれる。漱石の代表作として名が上がることは稀だが、作品の研究論文は現在に至るまで多数存在する。